# سفارة فرنسا في فيتنام
سفارة فرنسا في فيتنام هي أرفع تمثيل دبلوماسي لدولة فرنسا لدى فيتنام. تقع السفارة في هانوي وهي تهدف لتعزيز المصالح الفرنسية في فيتنام.

## وصلات خارجية
- الموقع الرسمي
- قائمة سفارات فرنسا
- قائمة السفارات في فيتنام